# Prąd Somalijski
Prąd Somalijski – prąd morski na Oceanie Indyjskim. Opływa wschodnie wybrzeże Afryki. Latem, jako północne odgałęzienie Prądu Północnorównikowego, płynie na północny wschód i jest prądem zimnym. Zimą, kiedy wieje monsun znad Azji, zmienia kierunek i płynie na południe łącząc się z Równikowym Prądem Wstecznym i jest wtedy prądem ciepłym. Sezonowe zmiany termiczne Prądu Somalijskiego powodują brak raf koralowych w tym rejonie oceanu.
Prędkość Prądu Somalijskiego sięga 10 km/godz., a woda ma temperaturę od 13 do 26 °C.